# Морев, Никифор Иванович
Никифор Иванович Морев (1871 — после 1918) — агроном, депутат Государственной думы I созыва от Кубанской области и Черноморской губернии

## Биография
Окончил Петровскую земледельческую лесную академию, агроном.
27 мая 1906 избран в Государственную думу I созыва от неказачьего населения. Входил в Трудовую группу.
10 июля 1906 года в г. Выборге подписал "Выборгское воззвание".
16 июля 1906 Н. И. Морев претендовал на должность городского головы Анапы, кроме него в выборах участвовали В. И. Пиленко, В. А. Будзинский, Ф. П. Кузьмин и другие. Победил В. И. Пиленко, набравший 9 голосов из 15 (число гласных в Думе было 24 человека, но собиралось не более 15).
12—18 декабря 1907 года на Выборгском процессе осужден по ст. 129, ч. 1, п. п. 51 и 3 Уголовного Уложения, приговорен к 3 месяцам тюрьмы и лишен права баллотироваться на любые выборные должности.
Но такая возможность вновь появилась после Февральской революции, и в августе 1917 года Н. И. Морев становится городским головой г. Анапы. Как писала о нём Елизавета Кузьмина-Караваева, в будущем Мать Мария и преподобномученица Константинопольского патриархата: 

…выборжец Морев — человек очень талантливый и опытный в общественной работе, но, к сожалению, благодаря своей болезни, абсолютно неуживчивый и желчный. Он чужих мнений переносить не мог и выражал своё неприязненное отношение ко всем инакомыслящим настолько резко, что создавал себе везде личных врагов.
В середине февраля 1918 года Елизавете Кузьминой-Караваевой предложили баллотироваться в товарищи городского головы. После её избрания Морев подал в отставку. Как она пишет в своих воспоминаниях "Как я была городским головой": "Если бы я эту отставку, да еще сразу после моего избрания, предвидела, я бы всего вероятнее отказалась от выставления своей кандидатуры". :
Дальнейшая судьба и дата кончины Н. И. Морева неизвестны.